# Trikeraia
Trikeraia é um género botânico pertencente à família Poaceae.